# Johnny Lee Middleton
Johnny Lee Middleton (St. Petersburg, Florida, 1963. május 7. –) amerikai basszusgitáros, aki a Savatage és a Trans-Siberian Orchestra zenekarok révén vált ismertté. Először az 1987-es Hall of the Mountain King című albumon játszott a Savatage tagjaként, ahol egészen a Poets and Madmen albumig, vagyis az együttes legutóbbi lemezéig volt zenekari tag. Emellett basszusgitározik a Savatage tagok által létrehozott Trans-Siberian Orchestra formációban is.

## Kezdetek
Pályafutása az iskolai zenekarban kezdődött, ahol fúvós hangszereken játszott. Ingyenesen vehetett órákat, így hamar megtanult szaxofonon, klarinéton és oboán játszani. Tizedikes korától már basszusgitáron játszott, majd csatlakozott az iskola jazz zenekarához. Elmondása szerint azonnal beleszeretett a hangszerbe, főleg, hogy a jazz révén központi szerepet kapott a játéka. Első basszusgitárját 35 dollárért vette. Ekkoriban legfőbb zenei hatásait a Cheap Trick, a Black Sabbath, a REO Speedwagon jelentette, valamint olyan basszusgitárosok, mint Geddy Lee, Geezer Butler, Phil Lynott, Chris Squire, John Entwistle vagy Paul McCartney.
14 éves korában látott egy Blue Öyster Cult koncertet, ami szintén inspiráló hatással volt rá.
Ezt követően elhatározta, hogy profi zenész lesz belőle. Két barátjával hozta létre első "Mariah" névre keresztelt zenekarát. A trió rendszeresen fellépett az iskolai rendezvényeken, valamint kisebb klubokban. Az egyetem elvégzése után Midletton több helyi zenekarban is játszott, köztük egy helyi Glam metal zenekarban is, mely kisebb sikereket aratott a floridai klubokban. Midletton elmondása szerint nagyban hasonlítottak a néhány évvel később szupersztár státuszba került Poison zenekarra.
A Lefty néven futó zenekar nemcsak zenéjében képviselte a divatos glam irányzatot, hanem külsőségekben is.

## Savatage
A Lefty soraiban eltöltött néhány év mindenképpen hasznosnak bizonyult Midletton számára, hiszen értékes színpadi tapasztalatokat szerzett. 1984-re a Savatage név már jól csengett underground metal körökben, azonban a zenekarnak egyre több problémája akadt Keith Collins basszusgitárossal. Steve Wacholz egy floridai klubban látta először Midlettont, még a Lefty tagjaként. Ugyan az együttes zenéje távol állt a Savatage által képviselt zenei világtól, Steve mégis beajánlotta Midlettont Collins helyére. Criss Oliva-nak a Lefty zenéje nem tetszett, de Midlettonban érzett annyi potenciált, hogy bevegye a zenekarba.
Amikor azonban megkeresték a basszusgitárost, Midletton nemet mondott az ajánlatra. A Lefty tagjaként keresett annyi pénzt, amennyi 19-20 évesen elegendőnek bizonyult számára. Hetente 250 dollárt kapott az együttes tagjaként, ezért elutasította Wacholz ajánlatát.
A Lefty azonban hamarosan elvesztette népszerűségét, így Midletton fontolóra vette a Savatage ajánlatát. Így a Savatage 1986-ban megjelent Fight for the Rock albumán, már Midletton játszott. Ugyan a lemez a rajongók és a zenekari tagok szerint is egyértelműen a valaha született leggyengébb Savatage album, a következő Hall of the Mountain King lemezzel ismét sikert aratott a floridai együttes. Ez volt az első lemezük, melyen Paul O’Neill is közreműködött, mint dalszerző és producer. A következő albumok (Gutter Ballet, Streets: A Rock Opera) fenntartották az együttes iránt az érdeklődést, miközben olyan zenekarokkal turnézhattak, mint a Megadeth, a Motörhead vagy Dio.
1993-ban történt az első jelentősebb változás a zenekarban Midletton 1985-ös csatlakozása óta. Jon Oliva elhagyta a zenekart, helyére Zachary Stevens került. A vele rögzített Edge of Thorns album Midletton kedvenc Savatage lemeze. Criss Oliva 1993-as halálát követően képtelen volt a stúdiómunkára koncentrálni, így az 1994-es Handful of Rain lemez basszussávjait Jon Oliva játszotta fel. Az 1995-ös Dead Winter Dead albumot már ismét Midletton játszotta fel.

## Trans-Siberian Orchestra

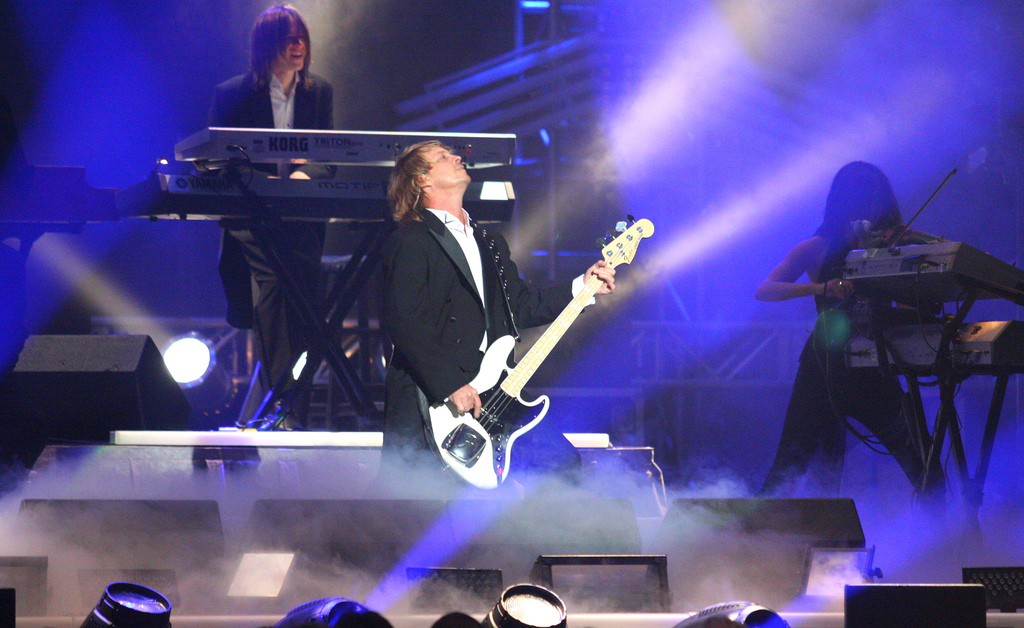
Johnny Lee Middleton egy 2007-es Trans-Siberian Orchestra koncerten.

A Dead Winter Dead lemez Christmas Eve (Sarajevo 12/24) dala akkora sikert aratott, hogy még a listákra is felkerült. Ezt követően néhány Savatage tag létrehozta a Trans-Siberian Orchestra zenekart, mely a Savatage epikusabb, szimfonikusabb oldalát domborítja ki. Az együttes basszusgitárosa Johnny Lee Middleton lett, így a zenekar 1996-ban megjelent Christmas Eve and Other Stories albumán is ő játszott. Az ezután megjelenő Trans-Siberian Orchestra lemezek is óriási sikerben részesültek, melyeken szintén hallható Johnny Lee Midletton, de az együttes koncertjein is ő volt látható 1999 és 2000 között, valamint 2002 óta folyamatosan.
2008-ban Midletton nekiállt dalokat írni, melynek két szólókislemez lett az eredménye (Tennessee, Broken Wings). Ezt követően 2009 tavaszán kezdte el rögzíteni első teljes hosszúságú szólólemezét.

## Diszkográfia

### Savatage
- Fight for the Rock (1986)
- Hall of the Mountain King (1987)
- Gutter Ballet (1989)
- Streets: A Rock Opera (1991)
- Edge of Thorns (1993)
- Handful of Rain (1994)
- Dead Winter Dead (1995)
- The Wake of Magellan (1998)
- Poets and Madmen (2001)

### Trans-Siberian Orchestra
- Christmas Eve and Other Stories (1996)
- The Christmas Attic (1998)
- Beethoven's Last Night (2000)
- The Lost Christmas Eve (2004)
- Night Castle (2009)